# Lionel Brun
Pour les articles homonymes, voir Brun.
Lionel Brun, né le 24 août 1970, est un skieur alpin français.

## Biographie
Skieur de haut niveau,  il est victime d'un accident de la route lui arrachant un bras en 1988.
Il est double médaillé d'or en géant et en spécial et médaillé de bronze en descente en catégorie LW6/8 aux Jeux paralympiques d'hiver de 1992 à Tignes et double  médaillé de bronze dans la même catégorie en descente et en super-G aux Jeux paralympiques d'hiver de 1994 à Lillehammer. Aux Jeux paralympiques d'hiver de 2002 à Salt Lake City, il obtient trois médailles d'argent en descente, super-G et géant et une médaille de bronze en spécial.